# 4-氰基亚苄基丙二腈
4-氰基亚苄基丙二腈是一种有机化合物，化学式为C11H5N3。它可由4-氰基苯甲醛和丙二腈加热反应得到。
它和2,2,2-三氟重氮乙烷反应，可以得到2-(4-氰基苯基)-3-三氟甲基环丙烷-1,1-二甲腈。